# Jules Rimet
Jules Rimet (14. října 1873 – 16. října 1956) je považován za zakladatele fotbalového mistrovství světa. V letech 1919 až 1945 byl prezidentem Francouzské fotbalové federace a v letech 1921 až 1954 působil v čele FIFA. Z jeho podnětu se v roce 1930 konalo v Uruguayi první fotbalové mistrovství světa. Soška bohyně Niké určená pro vítěze byla na jeho počest do roku 1970 nazývána Trofejí Julesa Rimeta.